# Inside fireworks vol.2
inside fireworks vol.2（インサイド・ファイヤーワークス・ボリュームツー）は、セカイイチの5曲入りCDRである。2013年10月18日から会場限定で販売。

## 概要
- 過去の名曲を、アコースティックアレンジで再録音した5曲入りCDR
- セカイイチメルマガ会員限定アコースティックライブ『inside fireworks vol.2』（東京・大阪・名古屋）会場にて限定発売

## 収録曲
1. Touch My Head
2. 手紙
3. 微熱少年
4. RAIN/THAT/SOMETHING
5. Daylight